# لورين غراهام
لورين غراهام (بالإنجليزية: Lauren Graham)‏ (مواليد 16 مارس 1967) هي ممثلة أمريكية ومنتجة أفلام معروفة لدورها في بنات غيلمور.

## حياتها
ولدت لورين في هونولولو والدتها تعمل في مجال صناعة الحلوى وهي كاثوليكية أيرلندية. تخرجت عام 1988 من كلية بارنارد مع درجة بكالوريوس في اللغة الإنجليزية.

## روابط خارجية
- لورين غراهام على موقع IMDb (الإنجليزية)
- لورين غراهام على موقع ميتاكريتيك (الإنجليزية)
- لورين غراهام على موقع روتن توميتوز (الإنجليزية)
- لورين غراهام على موقع قاعدة بيانات الأفلام العربية
- لورين غراهام على موقع ألو سيني (الفرنسية)
- لورين غراهام على موقع ميوزك برينز (الإنجليزية)
- لورين غراهام على موقع أول موفي (الإنجليزية)
- لورين غراهام على موقع قاعدة بيانات برودواي على الإنترنت (الإنجليزية)
- لورين غراهام على موقع قاعدة بيانات الأفلام السويدية (السويدية)
- لورين غراهام على موقع إن إن دي بي (الإنجليزية)